# Jones Carioca
Jones Lopes da Silva, meglio noto come Jones Carioca (Caratinga, 14 ottobre 1988), è un calciatore brasiliano, attaccante del Nacional-PB.